# Уайт, Билл
Билл Уайт (англ. Bill White р. 26 августа 1939, Торонто — 21 мая 2017) — бывший канадский хоккеист, игравший на позиции защитника. Играл за сборную команду Канады. Впоследствии — хоккейный тренер.
Провел более 600 матчей в Национальной хоккейной лиге.

## Игровая карьера
Хоккейную карьеру начал в 1956 году.
В течение профессиональной клубной игровой карьеры, продолжавшейся 18 лет, защищал цвета команд «Рочестер Американс», «Спрингфилд Индианс», «Лос-Анджелес Кингс» и «Чикаго Блэк Хоукс».
В общем провел 695 матчей в НХЛ, включая 91 игру плей-офф Кубка Стэнли.
Выступал за сборную Канады.

## Тренерская работа
1976 года начал тренерскую работу в НХЛ. Работа ограничилась с командой «Чикаго Блэк Хоукс».

## Награды и достижения
- Вторая команда всех звезд НХЛ — 1972, 1973, 1974.
- Участник матча всех звезд НХЛ — 1969, 1970, 1971, 1972, 1973, 1974.
- Лучший тренер ОХЛ — 1978.